# 清史稿
| 中國二十四史 | 中國二十四史   | 中國二十四史 | 中國二十四史 | 中國二十四史 |
| 次序         | 書名           | 作者         | 作者         |              |
| 次序         | 書名           | 姓名         | 時代         |              |
| ------------ | -------------- | ------------ | ------------ | ------------ |
| 1            | 史记           | 司馬遷       | 西漢         |              |
| 2            | 汉书           | 班固         | 東漢         |              |
| 3            | 后汉书         | 范曄         | 劉宋         |              |
| 4            | 三國志         | 陈寿         | 西晋         |              |
| 5            | 晋书           | 房玄龄等     | 唐           |              |
| 6            | 宋书           | 沈约         | 蕭梁         |              |
| 7            | 南齐书         | 萧子显       | 蕭梁         |              |
| 8            | 梁书           | 姚思廉       | 唐           |              |
| 9            | 陈书           | 姚思廉       | 唐           |              |
| 10           | 魏书           | 魏收         | 北齐         |              |
| 11           | 北齐书         | 李百药       | 唐           |              |
| 12           | 周书           | 令狐德棻等   | 唐           |              |
| 13           | 南史           | 李延寿       | 唐           |              |
| 14           | 北史           | 李延寿       | 唐           |              |
| 15           | 隋书           | 魏徵等       | 唐           |              |
| 16           | 旧唐书         | 刘昫等       | 后晋         |              |
| 17           | 新唐书         | 欧阳修等     | 北宋         |              |
| 18           | 旧五代史       | 薛居正等     | 北宋         |              |
| 19           | 新五代史       | 欧阳修       | 北宋         |              |
| 20           | 宋史           | 脱脱等       | 元           |              |
| 21           | 辽史           | 脱脱等       | 元           |              |
| 22           | 金史           | 脱脱等       | 元           |              |
| 23           | 元史           | 宋濂等       | 明           |              |
| 24           | 明史           | 张廷玉等     | 清           |              |
| 相關         | 東觀漢記       | 劉珍等       | 東漢         |              |
| 相關         | 新元史         | 柯劭忞       | 民國         |              |
| 相關         | 清史稿         | 趙爾巽等     | 民國         |              |
| 相關         | 點校本二十四史 | 顧頡剛等     | 共和國       |              |

《清史稿》是中華民國北京政府所設清史館纂修的清史未定稿，體例依照之前的正史，分「紀、志、表、傳」四部分。
民国三年（1914年），清史馆设立，此後編修工作歷時十餘年。到1927年，主持纂修工作的清史館馆长趙爾巽見全稿已經初步成形，擔心時局多變及自己時日無多，自知未曾定稿，遂决定仿照王鸿绪《明史稿》之例，将各卷以《清史稿》的名称刊行，以示其為未定本。由於編寫時民國政局動盪導致時間緊逼，以及資金來源起落不穩、時裕時缺，致使《清史稿》體例不一、繁簡失當，最終仍未能脫離非正式的稿件格式；加上民國反清的需要，南方學者認爲編修者多為前清遺老，書中多對清朝歌功頌德、貶低辛亥革命，中立性嚴重不足，所以禁之。國民政府北伐後，将《清史稿》定為禁書，禁止刊印及發售；後来解禁。
尽管《清史稿》是未定稿，但它本身史料豐富，其價值仍不可忽視。有的出版社將《清史稿》列入「二十五史」或「二十六史」。中華民國迁台后，在国防研究院的主持下由官方出資，以張其昀等人为首的「清史編纂委員會」於1960年代初期以關內本《清史稿》為藍本編纂并正式刊行《清史》，共計8冊。

## 编撰过程
民国三年（1914年），经国务院呈文，大总统袁世凱設清史館，以趙爾巽為館長，缪荃孙、柯劭忞等人为总纂，總領清史修撰工作，参与者先後有一百餘人，没有固定编制，人员由馆长聘用。如赵尔巽曾亲自拜访夏孙桐，请其出面任总纂。
清史馆内设有「功课簿」，記載館員分工事宜，如柯劭忞撰〈天文志〉、〈时宪志〉。缪荃孙撰〈儒林传〉、〈文苑传〉、〈土司传〉。吴廷燮撰高宗、仁宗、宣宗、文宗、穆宗五朝〈本紀〉、〈大臣年表〉。吴士鉴撰〈地理志〉贵州、新疆各一卷、〈宗室世系表〉、〈公主表〉、〈皇子世表〉及〈艺文志〉初稿。章钰撰〈忠义传〉、〈艺文志〉定稿。金兆蕃撰太祖、太宗、顺治三朝列传及〈列女传〉。秦树声撰〈地理志〉直隶卷，王大钧撰嘉庆朝列传。夏孙桐撰嘉庆、道光朝列传及〈循吏传〉、〈艺术传〉。田应璜撰〈地理志〉山西一卷。罗惇曧撰〈交通志〉，戴锡章撰〈邦交志〉。唐邦治撰〈军机大臣年表〉。王树楠撰咸丰、同治朝大臣传。叶尔恺撰〈宗教志〉，其中喇嘛教、基督教、回教各一卷（〈宗教志〉後未被采用）。张采田撰〈地理志〉江苏卷、〈刑法志〉、〈乐志〉、〈后妃传〉。吴怀清撰〈地理志〉陕西一卷、〈食货志〉征榷卷。张书云撰〈礼志〉，补辑（舆服志）、〈选举志〉。俞陛云撰〈兵志〉与部分列传。馬其昶撰光宣朝臣工列傳，修正〈文苑傳〉。蓝钰撰〈地理志〉江西一卷。袁嘉穀撰〈地理志〉云南一卷。朱师辙有言：“列传撰人甚多，在馆诸人，几人人皆有。以余论，虽以咸同列传为主，而康乾以来各朝，皆曾补撰。盖每朝皆出于众手，惟每朝有主体撰人；又重修整时，归何人为主，则其负责为多。”
撰稿期間，往往须请人抄稿，“第一次抄稿，由各人自觅书手缮写，按千字小洋一角，由馆计算”。1920年编成初稿，1926年修订一次，到1927年大致完稿。
袁金鎧本人熱衷政治，不常居清史館，乃約金梁為《清史稿》進行校刻。溥仪出宫后，金梁闲居在家，接到袁金铠的邀请，金梁欣然应允。金梁到館後，对编修工作颇为投入，“排日付印，如编新闻者，主笔督催，手民侍立，无复有片刻之暇……随引随发，前后不遑兼顾”。
1927年秋，赵尔巽病故，时任安国军政府海陆军大元帅的张作霖續聘柯劭忞代理馆长。1928年，南京国民政府再次北伐，奉军连遭败绩，張作霖退守關外。時局動盪，金梁雇佣车马，将书稿“携归私寓，日夕赶办，撰校兼行，一月之间，竟补至百卷。”金梁遂趁时局纷扰之际，利用职权，擅改原稿，自行加入张勋、康有为和张彪三人的传记。然金梁的校订亦有合理之处，如删去《八线对数表》这类非關文史的數學内容。1928年，金梁将书稿送交刊印，共印书1100部，其中400部被运往关外发行，这批书称为“关外本”，是《清史稿》首次發行。

## 封禁与修订
1929年12月16日，故宫博物院院长易培基曾请求行政院禁售该书。1930年2月19日，南京国民政府据第63次国务会议决议训令行政院，发布《清史稿》禁售令，说《清史稿》“纰缪百出”，因此“除派员前赴北平将故宫博物院现存之该项史稿，悉数运京永禁流传外，所有从前已经发行者，应一律严禁出售，仰该院转饬所属一体遵照办理”。
虽然大部分省市相应了这一禁令，但辽宁省不予回应。袁金铠等人也未遭到政府批评针对，并在东北担任要职。袁带到辽宁的数百部史稿“居奇出售，而外人之预订者，亦大都据理争到”，国内预购该书的读者反而“化冤钱而呼告无门”。汪兆镛曾多次请张元济帮他购买此书，最后总共花去320多大洋。
当时傅振伦认为其封禁原因在于“不奉民国正朔”、“复有反民国之嫌”，孟森则认为这种说法不正确：“意主表扬清室与敢于触犯民国并非一事”，《清史稿》作为史料有极大的价值，希望能够解除封禁。容庚也认同孟森的观点，并认为封禁导致书价飙升，“每部索价五六百元”，“政府之禁令，徒为奸人牟利之具”。
1934年9月容庚在《大公报》发文批判封禁之后，引起行政院院长汪精卫注意。同年11月23日，行政院向国民政府呈文称，《清史稿》“现在市肆既间有私售，馆库亦容参阅...不特难餍学术界之望，亦恐国外莠徒，私自翻印，贻笑传讹，影响更大”，希望解除封禁，并令行政院专员“检讨纰漏各点，并签注改正意见”。
11月24日，行政院呈请在第13次会议上通过。汪精卫联系吴宗慈，请求对方主持检阅。吴发现有十九种错误，并修改了八种：“计已改正者，曰反革命、曰藐视先烈、曰不奉民国正朔、曰例书伪谥、曰反对汉族、曰一人两传、曰目录与书不合、曰人名错误，计为八项”。
1935年9月17日，汪精卫在第230次行政院会议上报告了书稿检校情况，会议决定“交教育部于两个月内提出意见。”然而汪在11月1日遇刺，难以再支持吴宗慈等人，后教育部长王世杰向行政院提议先发行未修改的《清史稿》，“惟须责令附印吴氏之检校述略或检正表”。史语所所长傅斯年也支持这种做法。但国民政府并未回应这些意见。
1936年1月8日，《清史稿》修订工作交到党史史料编纂委员会手中，由其主任委员邵元冲负责。他对之前的修订并不满意，说“何其草率至此，拟函正之。”他先后联系柳诒徵、吴宗慈，想要建立专门的清史修订机关。
1936年2月17日，邵元冲向中政会内政、教育联组会议报告，会议同意继续编订，但“原有之《清史稿》，不能解禁”；“中央应设国史馆，负责整理编辑国史，并以编订清史事隶属之”。
1936年12月，邵元冲在西安事变中丧命，修订工作就此中断。但由于禁令已经松弛，1937年1月17日，北平文奎堂书店在《大公报》发布广告，公开发售《清史稿》下半部，“全部二百元，开春即增价，有藏旧半部者速函文奎堂再议配补，十日为限”。但政府旋即要求行政院重申禁令，后者转令北平、天津和上海政府查明情况并予以禁止。
1939年12月26日，国民政府设立国史馆筹备处，林森要求继续修订《清史稿》，提议虽然通过，但由于战乱频仍，实际修订并未进行。1958年到1978年，中华人民共和国中华书局重新修订《清史稿》，并在2006年4月5日再次重修。

## 卷次
全书的最初版本共有536卷，包括〈本紀〉25卷、〈志〉142卷、〈表〉53卷、〈列傳〉316卷。記載自清太祖努爾哈赤建國稱帝（1616年），到辛亥革命結束清朝統治（1911年）共296年的歷史。
- 卷01　本紀一　太祖本紀
- 卷02　本紀二　太宗本紀一
- 卷03　本紀三　太宗本紀二
- 卷04　本紀四　世祖本紀一
- 卷05　本紀五　世祖本紀二
- 卷06　本紀六　聖祖本紀一
- 卷07　本紀七　聖祖本紀二
- 卷08　本紀八　聖祖本紀三
- 卷09　本紀九　世宗本紀
- 卷10　本紀十　高宗本紀一
- 卷11　本紀十一　高宗本紀二
- 卷12　本紀十二　高宗本紀三
- 卷13　本紀十三　高宗本紀四
- 卷14　本紀十四　高宗本紀五
- 卷15　本紀十五　高宗本紀六
- 卷16　本紀十六　仁宗本紀
- 卷17　本紀十七　宣宗本紀一
- 卷18　本紀十八　宣宗本紀二
- 卷19　本紀十九　宣宗本紀三
- 卷20　本紀二十　文宗本紀
- 卷21　本紀二十一　穆宗本紀一
- 卷22　本紀二十二　穆宗本紀二
- 卷23　本紀二十三　德宗本紀一
- 卷24　本紀二十四　德宗本紀二
- 卷25　本紀二十五　宣統皇帝本紀

- 卷26　志一　天文一
- 卷27　志二　天文二
- 卷28　志三　天文三
- 卷29　志四　天文四
- 卷30　志五　天文五
- 卷31　志六　天文六
- 卷32　志七　天文七
- 卷33　志八　天文八
- 卷34　志九　天文九
- 卷35　志十　天文十
- 卷36　志十一　天文十一
- 卷37　志十二　天文十二
- 卷38　志十三　天文十三
- 卷39　志十四　天文十四
- 卷40　志十五　異災一
- 卷41　志十六　異災二
- 卷42　志十七　異災三
- 卷43　志十八　異災四
- 卷44　志十九　異災五
- 卷45　志二十　時憲一
- 卷46　志二十一　時憲二
- 卷47　志二十二　時憲三
- 卷48　志二十三　時憲四
- 卷49　志二十四　時憲五
- 卷50　志二十五　時憲六
- 卷51　志二十六　時憲七
- 卷52　志二十七　時憲八
- 卷53　志二十八　時憲九
- 卷54　志二十九　地理一
- 卷55　志三十　地理二
- 卷56　志三十一　地理三
- 卷57　志三十二　地理四
- 卷58　志三十三　地理五
- 卷59　志三十四　地理六
- 卷60　志三十五　地理七
- 卷61　志三十六　地理八
- 卷62　志三十七　地理九
- 卷63　志三十八　地理十
- 卷64　志三十九　地理十一
- 卷65　志四十　地理十二
- 卷66　志四十一　地理十三
- 卷67　志四十二　地理十四
- 卷68　志四十三　地理十五
- 卷69　志四十四　地理十六
- 卷70　志四十五　地理十七
- 卷71　志四十六　地理十八
- 卷72　志四十七　地理十九
- 卷73　志四十八　地理二十
- 卷74　志四十九　地理二十一
- 卷75　志五十　地理二十二
- 卷76　志五十一　地理二十三
- 卷77　志五十二　地理二十四
- 卷78　志五十三　地理二十五
- 卷79　志五十四　地理二十六
- 卷80　志五十五　地理二十七
- 卷81　志五十六　地理二十八
- 卷82　志五十七　禮一（吉禮一）
- 卷83　志五十八　禮二（吉禮二）
- 卷84　志五十九　禮三（吉禮三）
- 卷85　志六十　禮四（吉禮四）
- 卷86　志六十一　禮五（吉禮五）
- 卷87　志六十二　禮六（吉禮六）
- 卷88　志六十三　禮七（嘉禮一）
- 卷89　志六十四　禮八（嘉禮二）
- 卷90　志六十五　禮九（軍禮）
- 卷91　志六十六　禮十（賓禮）
- 卷92　志六十七　禮十一（凶禮一）
- 卷93　志六十八　禮十二（凶禮二）
- 卷94　志六十九　樂一
- 卷95　志七十　樂二
- 卷96　志七十一　樂三
- 卷97　志七十二　樂四
- 卷98　志七十三　樂五
- 卷99　志七十四　樂六
- 卷100　志七十五　樂七
- 卷101　志七十六　樂八
- 卷102　志七十七　輿服一
- 卷103　志七十八　輿服二
- 卷104　志七十九　輿服三
- 卷105　志八十　輿服四
- 卷106　志八十一　選舉一
- 卷107　志八十二　選舉二
- 卷108　志八十三　選舉三
- 卷109　志八十四　選舉四
- 卷110　志八十五　選舉五
- 卷111　志八十六　選舉六
- 卷112　志八十七　選舉七
- 卷113　志八十八　選舉八
- 卷114　志八十九　職官一
- 卷115　志九十　職官二
- 卷116　志九十一　職官三
- 卷117　志九十二　職官四
- 卷118　志九十三　職官五
- 卷119　志九十四　職官六
- 卷120　志九十五　食貨一
- 卷121　志九十六　食貨二
- 卷122　志九十七　食貨三
- 卷123　志九十八　食貨四
- 卷124　志九十九　食貨五
- 卷125　志一百　食貨六
- 卷126　志一百一　河渠一
- 卷127　志一百二　河渠二
- 卷128　志一百三　河渠三
- 卷129　志一百四　河渠四
- 卷130　志一百五　兵一
- 卷131　志一百六　兵二
- 卷132　志一百七　兵三
- 卷133　志一百八　兵四
- 卷134　志一百九　兵五
- 卷135　志一百十　兵六
- 卷136　志一百十一　兵七
- 卷137　志一百十二　兵八
- 卷138　志一百十三　兵九
- 卷139　志一百十四　兵十
- 卷140　志一百十五　兵十一
- 卷141　志一百十六　兵十二
- 卷142　志一百十七　刑法一
- 卷143　志一百十八　刑法二
- 卷144　志一百十九　刑法三
- 卷145　志一百二十　藝文一 经部
- 卷146　志一百二十一　藝文二 史部
- 卷147　志一百二十二　藝文三 子部
- 卷148　志一百二十三　藝文四 集部
- 卷149　志一百二十四　交通一 铁路
- 卷150　志一百二十五　交通二 轮船
- 卷151　志一百二十六　交通三 电报
- 卷152　志一百二十七　交通四 邮政
- 卷153　志一百二十八　邦交一 俄罗斯
- 卷154　志一百二十九　邦交二 英吉利
- 卷155　志一百三十　邦交三 法兰西
- 卷156　志一百三十一　邦交四 美利坚
- 卷157　志一百三十二　邦交五 德意志
- 卷158　志一百三十三　邦交六 日本
- 卷159　志一百三十四　邦交七 瑞典、那威、丹墨、和兰、日斯巴尼亚、比利时、义大利
- 卷160　志一百三十五　邦交八 奥斯马加、秘鲁、巴西、葡萄牙、墨西哥、刚果

- 《表》分成〈皇子世表〉、〈公主表〉、〈外戚表〉、〈诸臣封爵世表〉、〈大学士年表〉、〈军机大臣年表〉、〈部院大臣年表〉、〈疆臣年表〉、〈藩部世表〉、〈交聘年表〉等十类。
- 卷161　表一　皇子世表一
- 卷162　表二　皇子世表二
- 卷163　表三　皇子世表三
- 卷164　表四　皇子世表四
- 卷165　表五　皇子世表五
- 卷166　表六　公主表
- 卷167　表七　外戚表
- 卷168　表八　諸臣封爵世表一
- 卷169　表九　諸臣封爵世表二
- 卷170　表十　諸臣封爵世表三
- 卷171　表十一　諸臣封爵世表四
- 卷172　表十二　諸臣封爵世表五上
- 卷173　表十三　諸臣封爵世表五下
- 卷174　表十四　大學士年表一
- 卷175　表十五　大學士年表二
- 卷176　表十六　軍機大臣年表一
- 卷177　表十七　軍機大臣年表二
- 卷178　表十八　部院大臣年表一上
- 卷179　表十九　部院大臣年表一下
- 卷180　表二十　部院大臣年表二上
- 卷181　表二十一　部院大臣年表二下
- 卷182　表二十二　部院大臣年表三上
- 卷183　表二十三　部院大臣年表三下
- 卷184　表二十四　部院大臣年表四上
- 卷185　表二十五　部院大臣年表四下
- 卷186　表二十六　部院大臣年表五上
- 卷187　表二十七　部院大臣年表五下
- 卷188　表二十八　部院大臣年表六上
- 卷189　表二十九　部院大臣年表六下
- 卷190　表三十　部院大臣年表七上
- 卷191　表三十一　部院大臣年表七下
- 卷192　表三十二　部院大臣年表八上
- 卷193　表三十三　部院大臣年表八下
- 卷194　表三十四　部院大臣年表九上
- 卷195　表三十五　部院大臣年表九下
- 卷196　表三十六　部院大臣年表十
- 卷197　表三十七　疆臣年表一（各省總督　河督漕督附）
- 卷198　表三十八　疆臣年表二（各省總督　河督漕督附）
- 卷199　表三十九　疆臣年表三（各省總督　河督漕督附）
- 卷200　表四十　疆臣年表四（各省總督　河督漕督附）
- 卷201　表四十一　疆臣年表五（各省巡撫）
- 卷202　表四十二　疆臣年表六（各省巡撫）
- 卷203　表四十三　疆臣年表七（各省巡撫）
- 卷204　表四十四　疆臣年表八（各省巡撫）
- 卷205　表四十五　疆臣年表九（各邊將軍都統大臣）
- 卷206　表四十六　疆臣年表十（各邊將軍都統大臣）
- 卷207　表四十七　疆臣年表十一（各邊將軍都統大臣）
- 卷208　表四十八　疆臣年表十二（各邊將軍都統大臣）
- 卷209　表四十九　藩部世表一
- 卷210　表五十　藩部世表二
- 卷211　表五十一　藩部世表三
- 卷212　表五十二　交聘年表一（中國遣駐使）
- 卷213　表五十三　交聘年表二（各國遣駐使）

- 卷214　列傳一　后妃 显祖宣皇后、继妃、太祖孝慈高皇后、元妃、继妃、大妃、寿康太妃、太宗孝端文皇后、孝庄文皇后、敏惠恭和元妃、懿靖大贵妃、康惠淑妃、世祖世祖废后、孝惠章皇后、孝康章皇后、孝献皇后、贞妃、淑惠妃、圣祖孝诚仁皇后、孝昭仁皇后、孝恭仁皇后、定妃、通嫔、惇怡皇贵妃、世宗孝敬宪皇后、孝圣宪皇后、敦肃皇贵妃、高宗孝贤纯皇后、孝仪纯皇后、慧贤皇贵妃、纯惠皇贵妃 庆恭皇贵妃、哲悯皇贵妃、淑嘉皇贵妃、婉贵太妃、高宗诸妃、仁宗孝淑睿皇后、孝和睿皇后、恭顺皇贵妃、和裕皇贵妃、仁宗诸妃、宣宗孝穆成皇后、孝慎成皇后、孝全成皇后、孝静成皇后、庄顺皇贵妃、彤贵妃、宣宗诸妃、文宗孝德显皇后、孝贞显皇后、孝钦显皇后、庄静皇贵妃、玫贵妃、端恪皇贵妃、文宗诸妃、穆宗孝哲毅皇后、淑慎皇贵妃、庄和皇贵妃、敬懿皇贵妃、荣惠皇贵妃、德宗孝定景皇后、端康皇贵妃、恪顺皇贵妃、宣统皇后、淑妃
- 卷215　列傳二　諸王一 礼敦、额尔衮、斋堪、塔察篇古、努尔哈赤、穆尔哈齐、舒尔哈齐、雅尔哈齐、济尔哈朗、巴雅喇
- 卷216　列傳三　諸王二 褚英、代善
- 卷217　列傳四　諸王三 阿拜、汤古代、莽古尔泰、塔拜、阿巴泰、巴布泰、巴布海、德格类、阿济格、赖慕布
- 卷218　列傳五　諸王四 多尔衮、多铎、费扬果
- 卷219　列傳六　諸王五 豪格、叶布舒、硕塞、高塞、品级常舒、韬塞、博穆博果尔、福全、常宁、隆禧
- 卷220　列傳七　諸王六 允禔、允礽、允祉、允祺、允祐、允禩、允禟、允䄉、允祹、允祥、允禵、允禑、允礼、允祎、允禧、允祜、允祁、允祕、弘晖、弘昼、福惠
- 卷221　列傳八　諸王七 永璜、永琏、永璋、永琪、永琮、永璇、永瑆、永璂、永璘、绵恺、绵忻、绵愉、奕纬、奕纲、奕继、奕䜣、奕譞、奕詥、奕譓
- 卷222　列傳九 建州酋长 阿哈出、李满住、猛哥帖木兒、王杲、王兀堂
- 卷223　列傳十 海西女真四部酋长 万汗、杨吉砮、布占泰、拜音达里
- 卷224　列傳十一 张煌言、张名振、王翊、郑成功、李定国
- 卷225　列傳十二 额亦都、费英东、何和礼、安费扬古、扈尔汉
- 卷226　列傳十三 扬古利、劳萨、图鲁什、觉罗拜山、莫洛浑、土穆布禄、郎球、巴哈纳、马喇希、阿兰珠、纳尔察、瑚沙、达音布、朗格、和讬、雍舜、玛尔当图、喀喇、巴笃理、蒙阿图、达珠瑚
- 卷227　列傳十四 常书、康果礼、哈哈纳、叶克书、博尔晋、雅希禅、舒赛、景固勒岱、扬善、冷格里、萨穆什喀、洪尼雅喀、阿山
- 卷228　列傳十五 额尔德尼、噶盖、达海、尼堪、库尔缠、英俄尔岱、满达尔汉、明安达礼
- 卷229　列傳十六 明安[註 2]、恩格类、布当、布颜代、恩格德尔、古尔布什、莽果尔、鄂齐尔桑、布尔喀图、弼喇什、色尔格克、阿济拜、恩格图、鄂本兑、和济格尔、阿赖、布延、阿尔沙瑚、额琳奇岱青、德参济旺、多尔济达尔罕、奇塔特彻尔贝、洛哩、奇塔特伟徵、额尔格勒珠尔、喀兰图、扎克托会、兗楚克图英、珲津、沙尔布
- 卷230　列傳十七 武理堪、武纳格、阿什达尔汉、瑚什布、穆彻纳、鄂莫克图、喀山、孙达哩、安达立、绰拜、布丹、吉思哈、吴巴海、康喀勒、通嘉、萨璧翰
- 卷231　列傳十八 佟养性、李永芳、石廷柱、马光远、李思忠、金玉和、王一屏、孙得功、张士彦、金砺
- 卷232　列傳十九 希福、范文程、宁完我、鲍承先
- 卷233　列傳二十 图尔格、伊尔登、巴奇兰、岱松阿、阿纳海、巴汉、齐尔格申、叶臣、珠玛喇
- 卷234　列傳二十一 孔有德、耿仲明、尚可喜、沈志祥、祖大寿、祖可法、祖泽远
- 卷235　列傳二十二 图赖、准塔、伊尔德、努山、阿济格尼堪、佟图赖
- 卷236　列傳二十三 陈泰、阿尔津、李国翰、卓布泰、卓罗、爱星阿、逊塔
- 卷237　列傳二十四 洪承畴、夏成德、孟乔芳、张文衡、张存仁
- 卷238　列傳二十五 蒋赫德、额色赫、车克、觉罗巴哈纳、宋权、傅以渐、吕宫
- 卷239　列傳二十六 沈文奎、李栖凤、马国柱、丁文盛、祝世昌
- 卷240　列傳二十七 李國英、刘武元、库礼、胡全才、申朝纪、于时跃、吴景道、刘清泰、陈锦
- 卷241　列傳二十八 科尔昆、觉善、甘都、谭拜、席特库、蓝拜、鄂硕
- 卷242　列傳二十九 觉罗果科、敦拜、济席哈、噶达浑、达素
- 卷243　列傳三十 沙尔虎达、刘之源、巴山、喀喀木、梁化凤、刘芳名、胡有升、杨名高
- 卷244　列傳三十一 赵开心、杨义、林起龙、朱克简、王命岳、李森先、魏琯、李裀、季开生、张煊
- 卷245　列傳三十二 刚林、冯铨、陈名夏、陈之遴、刘正宗
- 卷246　列傳三十三 谭泰、何洛会、锡图库、博尔辉、冷僧机
- 卷247　列傳三十四 彭而述、陆振芬、姚延著、毕振姬、方国栋、于朋举、王天鉴、赵廷标
- 卷248　列傳三十五 许定国、左梦庚、田雄、张天禄、孙可望
- 卷249　列傳三十六 索尼、苏克萨哈、遏必隆、鼇拜、班布尔善
- 卷250　列傳三十七 李霨、孙廷铨、杜立德、冯溥、王熙、弟王燕、吴正治、黄机
- 卷251　列傳三十八 图海、李之芳
- 卷252　列傳三十九 甘文焜、范承谟、马雄镇、傅弘烈
- 卷253　列傳四十 莫洛、陈福、王之鼎、李兴元、陈启泰、陈丹赤、马閟、叶映榴
- 卷254　列傳四十一 赉塔、穆占、莽依图、佛尼埒、毕力克图、阿密达、拉哈达、根特、席卜臣
- 卷255　列傳四十二 张勇、赵良栋、王进宝、孙思克
- 卷256　列傳四十三 蔡毓荣、哈占、董卫国、周有德、伊辟
- 卷257　列傳四十四 赵国祚、许贞、徐治都、唐希顺、赵应奎、李芳述、陈世凯、许占魁
- 卷258　列傳四十五 希福、鄂克逊、李偏图、瑚里布、额楚、额斯泰、瓦岱、沃申、瑚图、杰殷、瓦尔喀
- 卷259　列傳四十六 宜里布、哈克三、阿尔护、路什、雅赉、扩尔坤、王承业
- 卷260　列傳四十七 姚启圣、吴兴祚、施琅、朱天贵
- 卷261　列傳四十八 杨捷、石调声、万正色、吴英、蓝理、黄梧、芳泰、穆赫林、段应举
- 卷262　列傳四十九 魏裔介、熊赐履、李光地
- 卷263　列傳五十 王弘祚、姚文然、魏象枢、朱之弼、赵申乔
- 卷264　列傳五十一 郝维讷、任克溥、刘鸿儒、刘楗、朱裴、张廷枢
- 卷265　列傳五十二 汤斌、陆陇其、张伯行
- 卷266　列傳五十三 叶方蔼、沈荃、励杜讷、徐元珙、许三礼、王士祯、韩菼、汤右曾
- 卷267　列傳五十四 张玉书、李天馥、吴琠、张英、張廷瓚、張廷璐、陈廷敬、温达、穆和伦、萧永藻、嵩祝、王顼龄
- 卷268　列傳五十五 米思翰、李荣保、顾八代、玛尔汉、田六善、杜臻、萨穆哈
- 卷269　列傳五十六 索额图、明珠、余国柱、佛伦
- 卷270　列傳五十七 郝浴、杨素蕴、郭琇
- 卷271　列傳五十八 徐乾学、翁叔元、王鸿绪、高士奇
- 卷272　列傳五十九 汤若望、杨光先、南怀仁
- 卷273　列傳六十 李率泰、赵廷臣、郎廷佐、佟凤彩、麻勒吉、施维翰
- 卷274　列傳六十一 杨雍建、姚缔虞、朱弘祚、王骘、宋荦、陈诜
- 卷275　列傳六十二 格尔古德、赵士麟、郭世隆、傅腊塔、马如龙
- 卷276　列傳六十三 石琳、徐潮、贝和诺、傅霁、蒋陈锡、刘荫枢、音泰、鄂海、卫既齐
- 卷277　列傳六十四 于成龙、彭鹏、陈瑸、陈鹏年、施世纶
- 卷278　列傳六十五 慕天颜、阿山、噶礼
- 卷279　列傳六十六 杨方兴、朱之锡、靳辅、陈潢、于成龙、张鹏翮
- 卷280　列傳六十七 郎坦、朋春、萨布素、玛拉
- 卷281　列傳六十八 费扬古、马斯喀、佟国纲、阿南达、吉勒塔布、殷化行、潘育龙、额伦特
- 卷282　列傳六十九 姜希辙、余缙、德格勒、陈紫芝、任弘嘉、高层云、沈恺曾、龚翔麟、高遐昌
- 卷283　列傳七十 觉罗武默讷、舒兰、图理琛、何国宗
- 卷284　列傳七十一 觉罗满保、施世骠、蓝廷珍、林亮、欧阳凯
- 卷285　列傳七十二 王紫绶、袁州佐、黎士弘、多弘安、王繻、张孟球
- 卷286　列傳七十三 王掞、劳之辨、朱天保、陶彝
- 卷287　列傳七十四 佟国维、马齐、阿灵阿、揆叙、鄂伦岱
- 卷288　列傳七十五 鄂尔泰、张廷玉
- 卷289　列傳七十六 朱轼、徐元梦、蒋廷锡、迈柱、田从典、尹泰
- 卷290　列傳七十七 杨名时、黄叔琳、方苞、王兰生、胡煦、魏廷珍、蔡世远、沈近思、雷鋐
- 卷291　列傳七十八 海望、莽鹄立、杭奕禄、傅鼐、陈仪、刘师恕
- 卷292　列傳七十九 高其倬、杨宗仁、孔毓珣、裴𢕑度、唐执玉、杨永斌
- 卷293　列傳八十 李绂、蔡珽、谢济世、陈学海
- 卷294　列傳八十一 李卫、田文镜、宪德、诺岷、陈时夏、王士俊
- 卷295　列傳八十二 隆科多、年羹尧
- 卷296　列傳八十三 岳钟琪、策棱
- 卷297　列傳八十四 查郎阿、傅尔丹、马尔赛、庆复、张广泗
- 卷298　列傳八十五 噶尔弼、查克丹、常赉、哈元生、董芳、查弼纳
- 卷299　列傳八十六 马会伯、路振扬、韩良辅、杨天纵、王郡、宋爱
- 卷300　列傳八十七 沈起元、何师俭、唐继祖、马维翰、余甸、王叶滋、刘而位
- 卷301　列傳八十八 讷亲、傅恒、福灵安、福隆安、福长安
- 卷302　列傳八十九 徐本、汪由敦、来保、刘纶、刘统勋、刘墉
- 卷303　列傳九十 福敏、陈世倌、史贻直、阿克敦、孙嘉淦、梁诗正
- 卷304　列傳九十一 张照、甘汝来、陈德华、王安国、刘吴龙、秦蕙田、彭启丰、梦麟
- 卷305　列傳九十二 钱陈群、沈德潜、金德瑛、齐召南、董邦达、谢墉、王昶
- 卷306　列傳九十三 曹一士、李慎修、胡定、仲永檀、柴潮生、储麟趾
- 卷307　列傳九十四 尹继善、刘于义、陈大受、张允随、陈宏谋
- 卷308　列傳九十五 那苏图、杨超曾、徐士林、尹会一、王恕、方显、杨锡绂、潘思榘、胡宝瑔
- 卷309　列傳九十六 崔纪、喀尔吉善、雅尔图、晏斯盛、瑚宝、卫哲治、苏昌、鹤年、吴达善、崔应阶、王检、吴士功
- 卷310　列傳九十七 齐苏勒、嵇曾筠、嵇璜、高斌、高晋、完颜伟、顾琮、白鍾山
- 卷311　列傳九十八 哈攀龙、任举、冶大雄、马良柱、本进忠、刘顺
- 卷312　列傳九十九 傅清、拉布敦、班第、鄂容安、纳穆札尔、三泰
- 卷313　列傳一百 兆惠 阿里衮 丰升额 舒赫德
- 卷314　列傳一百一 策楞、玉保、达尔党阿、哈达哈、永常、觉罗雅尔哈善、富德、萨赖尔
- 卷315　列傳一百二 高天喜、和起、唐喀禄、阿敏道、满福、豆斌、端济布
- 卷316　列傳一百三 瑚尔起、爱隆阿、舒明、福禄、齐里克齐、阎相师、伊柱、努三
- 卷317　列傳一百四 王无党、吴进义、谭行义、樊廷、武进升、范毓䭲
- 卷318　列傳一百五 阿桂
- 卷319　列傳一百六 于敏中 和珅 和琳 苏凌阿
- 卷320　列傳一百七 三宝 永贵 蔡新 程景伊 梁国治 英廉 彭元瑞 纪昀 陆锡熊 陆费墀
- 卷321　列傳一百八 裘曰修、吴绍诗、阎循琦、曹秀先、周煌、曹文埴、金简
- 卷322　列傳一百九 窦光鼐、李漱芳、曹锡宝、钱沣、尹壮图
- 卷323　列傳一百十 黄廷桂、鄂弥达、杨廷璋、庄有恭、李侍尧、伍弥泰
- 卷324　列傳一百十一 方观承、富明安、周元理、李瀚、李世杰、袁守侗、刘峨、陆燿、管幹贞、胡季堂
- 卷325　列傳一百十二 李清时、李宏、何煟、吴嗣爵、萨载、兰第锡、韩鑅
- 卷326　列傳一百十三 开泰、阿尔泰、桂林、温福
- 卷327　列傳一百十四 刘藻、杨应琚、明瑞
- 卷328　列傳一百十五 常青、蓝元枚、蔡攀龙、丁朝雄、鄂辉、舒亮
- 卷329　列傳一百十六 宋元俊、董天弼、柴大纪
- 卷330　列傳一百十七 福康安、孙士毅、明亮
- 卷331　列傳一百十八 海兰察、奎林、和隆武、额森特、普尔普
- 卷332　列傳一百十九 富勒浑、刘秉恬、鄂宝、徐绩、觉罗图思德、徐嗣曾、陈步瀛、孙永清、郭世勋、毕沅
- 卷333　列傳一百二十 五岱、五福、海禄、成德、马彪、常青、官达色、敖成、图钦保、木塔尔、岱森保、翁果尔海、珠尔杭阿、哲森保
- 卷334　列傳一百二十一 马全、曹顺、科玛、常禄保、国兴、巴西萨、扎拉丰阿、许世亨、台斐英阿、花连布
- 卷335　列傳一百二十二 富僧阿、伊勒图、胡贵、俞金鼇、刚塔
- 卷336　列傳一百二十三 叶士宽、介锡周、方浩、金溶、张维寅、顾光旭、沈善富、方昂、唐侍陛
- 卷337　列傳一百二十四 卢焯、图尔炳阿、阿思哈、宫兆麟、杨景素、闵鹗元
- 卷338　列傳一百二十五 塞楞额、鄂昌、彭家屏、李因培、常安、福崧
- 卷339　列傳一百二十六 恆文、郭一裕、蒋洲、杨灝、高恆、高朴、王亶望、勒尔谨、陈辉祖、郑源鹴、国泰、郝硕、良卿、方世俊、钱度、觉罗伍拉纳、浦霖
- 卷340　列傳一百二十七 王杰、董诰、朱珪
- 卷341　列傳一百二十八 庆桂、刘权之、戴衢亨、戴均元、托津、章煦、盧蔭溥
- 卷342　列傳一百二十九 保宁、松筠、富俊
- 卷343　列傳一百三十 书麟、觉罗吉庆、觉罗长麟、费淳、百龄、伯麟
- 卷344　列傳一百三十一 勒保、额勒登保、德楞泰
- 卷345　列傳一百三十二 永保、惠龄、宜绵、英善、福宁、景安、秦承恩
- 卷346　列傳一百三十三 恆瑞、庆成、七十五、富志那
- 卷347　列傳一百三十四 杨遇春、罗思举
- 卷348　列傳一百三十五 赛冲阿、纶布春、札克塔尔、马瑜、薛大烈
- 卷349　列傳一百三十六 王文雄、朱射斗、穆克登布、富成、施缙、袁国璜、德龄、保兴、凝德、多尔济扎布、王凯、王懋赏、惠伦
- 卷350　列傳一百三十七 李长庚、王得禄、邱良功、许松年、黄标
- 卷351　列傳一百三十八 沈初、金士松、邹炳泰、戴联奎、王懿修、黄钺
- 卷352　列傳一百三十九 姜晟、金光悌、祖之望、韩崶
- 卷353　列傳一百四十 达椿、铁保、和瑛、觉罗桂芳
- 卷354　列傳一百四十一 万承风、周系英、钱樾、秦瀛、李宗瀚、韩鼎晋、朱方增
- 卷355　列傳一百四十二 魁伦、广兴、初彭龄
- 卷356　列傳一百四十三 洪亮吉、管世铭、谷际岐、李仲昭、石承藻
- 卷357　列傳一百四十四 吴熊光、汪志伊、陈大文、熊枚、裘行简、方维甸、董教增
- 卷358　列傳一百四十五 冯光熊、陆有仁、觉罗琅玕、清安泰、常明、温承惠、颜检
- 卷359　列傳一百四十六 岳起、荆道乾、谢启昆、李殿图、张师诚、李奕畴、钱楷、和舜武
- 卷360　列傳一百四十七 司马騊、王秉韬、康基田、吴璥、徐端、陈凤翔、黎世序
- 卷361　列傳一百四十八 刘清、傅鼐、严如熤
- 卷362　列傳一百四十九 方积、朱尔汉、杨頀、廖寅、陈昌齐、朱尔赓额、查崇华
- 卷363　列傳一百五十 曹振镛、文孚、英和、王鼎、穆彰阿、潘世恩
- 卷364　列傳一百五十一 阮元、汪廷珍、汤金钊
- 卷365　列傳一百五十二 觉罗宝兴、宗室敬徵、宗室禧恩、陈官俊、卓秉恬
- 卷366　列傳一百五十三 孙玉庭、蒋攸銛、李鸿宾
- 卷367　列傳一百五十四 长龄、那彦成、玉麟
- 卷368　列傳一百五十五 杨芳、武隆阿、长清、达凌阿、哈丰阿、庆祥、壁昌
- 卷369　列傳一百五十六 林则徐、邓廷桢
- 卷370　列傳一百五十七 琦善、伊里布、宗室耆英
- 卷371　列傳一百五十八 颜伯焘、怡良、刘韵珂、牛鉴
- 卷372　列傳一百五十九 裕谦、谢朝恩、重祥、关天培、陈连升、祥福、江继芸、陈化成、海龄、葛云飞、王锡朋、郑国鸿、朱贵
- 卷373　列傳一百六十 宗室奕山、宗室奕经
- 卷374　列傳一百六十一 姚文田、戴敦元、朱士彦、何凌汉、李振祜、宗室恩桂
- 卷375　列傳一百六十二 白镕、史致俨、那清安、升寅、李宗昉、姚元之、何汝霖、季芝昌
- 卷376　列傳一百六十三 辛从益、张鳞、顾皋、沈维鐈、朱为弼、程恩泽、吳傑
- 卷377　列傳一百六十四 鲍桂星、顾莼、吴孝铭、陈鸿、鄂木顺额、徐法绩
- 卷378　列傳一百六十五 黄爵滋、金应麟、陈庆镛、苏廷魁、朱琦
- 卷379　列傳一百六十六 赵慎畛、卢坤、陶澍
- 卷380　列傳一百六十七 陈若霖、戴三锡、孙尔准、程祖洛、裕泰、贺长龄
- 卷381　列傳一百六十八 帅承瀛、左辅、姚祖同、程含章、康绍镛、朱桂桢、陈銮、吴其濬、张澧中、张日晸
- 卷382　列傳一百六十九 瑚松额、布彦泰、萨迎阿
- 卷383　列傳一百七十 张文浩、严烺、张井、吴邦庆、栗毓美、麟庆、潘锡恩
- 卷384　列傳一百七十一 林培厚、李宗传、王凤生、俞德渊、姚莹
- 卷385　列傳一百七十二 杜受田、祁雋藻、翁心存、彭蕴章
- 卷386　列傳一百七十三 文庆、文祥、宝鋆
- 卷387　列傳一百七十四 宗室肃顺、穆廕、匡源、焦祐瀛、陈孚恩
- 卷388　列傳一百七十五 桂良、瑞麟、官文、文煜
- 卷389　列傳一百七十六 柏葰、麟魁、瑞常、全庆
- 卷390　列傳一百七十七 贾桢、周祖培、朱凤标、单懋谦
- 卷391　列傳一百七十八 倭仁、李棠阶、吴廷栋
- 卷392　列傳一百七十九 赛尚阿、讷尔经额
- 卷393　列傳一百八十 李星沅、周天爵、劳崇光
- 卷394　列傳一百八十一 徐广缙、叶名琛、黄宗汉
- 卷395　列傳一百八十二 常大淳、蒋文庆、陶恩培、吉尔杭阿、罗遵殿、徐有壬、王有龄
- 卷396　列傳一百八十三 吴文镕、潘铎、邓尔恒
- 卷397　列傳一百八十四 陆建瀛、青麟、何桂清
- 卷398　列傳一百八十五 宗室祥厚、瑞昌
- 卷399　列傳一百八十六 吕贤基、邹鸣鹤、戴熙、张芾、黄琮、冯培元、孙铭恩、沈炳垣、张锡庚
- 卷400　列傳一百八十七 何桂珍、徐丰玉、温绍原、金光箸、李孟群、赵景贤
- 卷401　列傳一百八十八 向荣、和春、张国樑
- 卷402　列傳一百八十九 乌兰泰、邓绍良、周天受、饶廷选、張玉良、双来、瞿腾龙、王国才、虎坤元、戴文英
- 卷403　列傳一百九十 胜保、托明阿、陈金绶、德兴阿
- 卷404　列傳一百九十一 僧格林沁
- 卷405　列傳一百九十二 曾国藩
- 卷406　列傳一百九十三 骆秉章、胡林翼
- 卷407　列傳一百九十四 江忠源、罗泽南
- 卷408　列傳一百九十五 李续宾、李续宜、王珍、刘腾鸿、蒋益澧
- 卷409　列傳一百九十六 塔齐布、多隆阿、鲍超、唐仁廉、刘松山
- 卷410　列傳一百九十七 彭玉麟、杨岳斌
- 卷411　列傳一百九十八 李鸿章
- 卷412　列傳一百九十九 左宗棠
- 卷413　列傳二百 曾国荃、沈葆桢、刘坤一
- 卷414　列傳二百一 李臣典、萧孚泗、朱洪章、刘连捷、彭毓橘、张诗日
- 卷415　列傳二百二 黄翼升、李成谋、李朝斌、刘培元
- 卷416　列傳二百三 程学启、刘铭传、张树珊、周盛波
- 卷417　列傳二百四 都兴阿、富明阿、舒保、伊兴额、关保
- 卷418　列傳二百五 袁甲三、毛昶熙
- 卷419　列傳二百六 刘长佑、刘岳昭、岑毓英
- 卷420　列傳二百七 韩超、田兴恕、曾璧光、席宝田
- 卷421　列傳二百八 沈兆霖、曹毓瑛、许乃普、赵光、朱嶟、李菡、张祥河、罗惇衍、郑敦谨、庞锺璐
- 卷422　列傳二百九 王茂荫、宋晋、袁希祖、文瑞、徐继畬、王发桂、廉兆纶、雷以諴、陶樑、吴存义、殷兆镛
- 卷423　列傳二百十 宗稷辰、尹耕云、王拯、穆缉香阿、游百川
- 卷424　列傳二百十一 吴振棫、张亮基、毛鸿宾、张凯嵩
- 卷425　列傳二百十二 李僡、吴棠、英翰、刘蓉、乔松年、钱鼎铭、吴元炳
- 卷426　列傳二百十三 王庆云、谭廷襄、马新贻、李宗羲、徐宗幹、王凯泰、郭柏蔭
- 卷427　列傳二百十四 王懿德、曾望颜、觉罗耆龄、福济、翁同书、严树森
- 卷428　列傳二百十五 秦定三、郑魁士、傅振邦、邱联恩、黄开榜、陈国瑞、郭宝昌
- 卷429　列傳二百十六 江忠义、周宽世、石清吉、余际昌、林文察、赵德光、张文德
- 卷430　列傳二百十七 雷正绾、陶茂林、曹克忠、胡中和、周达武、李辉武、唐友耕
- 卷431　列傳二百十八 郭松林、李长乐、杨鼎勋、唐殿魁、唐定奎、滕嗣武、骆国忠
- 卷432　列傳二百十九 萧启江、张运兰、唐训方、蒋凝学、陈湜、李元度
- 卷433　列傳二百二十 金国琛、黄淳熙、吴坤修、康国器、李鹤章、吴毓兰
- 卷434　列傳二百二十一 沈棣辉、邓仁堃、余炳焘、栗燿、朱孙贻、史致谔、刘郇膏、朱善张、黄辅辰
- 卷435　列傳二百二十二 华尔、勒伯勒东、法尔第福、戈登、日意格、德克碑、赫德、帛黎
- 卷436　列傳二百二十三 沈桂芬、李鸿藻、翁同龢、孙毓汶
- 卷437　列傳二百二十四 荣禄、王文韶、张之洞、瞿鸿禨
- 卷438　列傳二百二十五 阎敬铭、张之万、鹿传霖、林绍年
- 卷439　列傳二百二十六 景廉、额勒和布、许庚身、钱应溥、廖寿恆、荣庆、那桐、戴鸿慈
- 卷440　列傳二百二十七 英桂、宗室载龄、恩承、宗室福锟、崇礼、裕德
- 卷441　列傳二百二十八 潘祖蔭、李文田、孙诒经、夏同善、张家骧、张英麟、张仁黼、张亨嘉
- 卷442　列傳二百二十九 徐树铭、薛允升、宗室延煦、汪鸣銮、周家楣、周德润、胡燏棻、张蔭桓
- 卷443　列傳二百三十 孙家鼐、张百熙、唐景崇、于式枚、沈家本
- 卷444　列傳二百三十一 黄体芳、宗室宝廷、宗室盛昱、张佩纶、邓承修、徐致祥
- 卷445　列傳二百三十二 吴可读、朱一新、屠仁守、安维峻、文悌、江春霖
- 卷446　列傳二百三十三 郭嵩焘 崇厚 曾纪泽 薛福成 黎庶昌 马建忠 李凤苞 洪钧 刘瑞芬 徐寿朋 杨儒
- 卷447　列傳二百三十四 丁宝桢 李瀚章 杨昌濬 张树声 卫荣光 刘秉璋 陈士杰 陶模 李兴锐 史念祖
- 卷448　列傳二百三十五 丁日昌、卞宝第、涂宗瀛、黎培敬、崧骏、崧蕃、边宝泉、于蔭霖、饶应祺、恽祖翼
- 卷449　列傳二百三十六 锡良、周馥、陆元鼎、张曾敡、杨士骧、冯煦
- 卷450　列傳二百三十七 李鹤年、文彬、任道镕、许振祎、吴大澂
- 卷451　列傳二百三十八 李朝仪、段起、丁寿昌、曾纪凤、铁珊、桂中行、刘含芳、游智开、李用清、李金镛、金福曾、童兆蓉
- 卷452　列傳二百三十九 洪汝奎、杨宗濂、史朴、沈保靖、朱其昂、宗源瀚、徐庆璋、蒯光典、陈遹声、潘民表、唐锡晋、娄春蕃
- 卷453　列傳二百四十 荣全、升泰、善庆、庆裕、长庚、文海、凤全、增祺、贻穀
- 卷454　列傳二百四十一 刘锦棠、张曜、刘典、金顺、穆图善、文麟
- 卷455　列傳二百四十二 董福祥、金运昌、黄万鹏、余虎恩、桂锡桢、方友升
- 卷456　列傳二百四十三 马如龙、和耀曾、杨玉科、蔡标、夏毓秀、何秀林、杨国发、张保和
- 卷457　列傳二百四十四 蒋东才、李南华、董履高、牛师韩、曹德庆、马复震、程文炳、方耀
- 卷458　列傳二百四十五 徐延旭、唐炯、何璟、张兆栋
- 卷459　列傳二百四十六 冯子材、苏元春、王德榜、马维骐、孙开华、欧阳利见
- 卷460　列傳二百四十七 左宝贵、袁永山、邓世昌、刘步蟾、戴宗骞
- 卷461　列傳二百四十八 宋庆、马玉昆、依克唐阿、长顺
- 卷462　列傳二百四十九 丁汝昌、卫汝贵、叶志超
- 卷463　列傳二百五十 唐景崧、刘永福
- 卷464　列傳二百五十一 李端棻、徐致靖、陈宝箴、黄遵宪、曾鉌、杨深秀、杨锐、刘光第、谭嗣同、唐才常、林旭、康广仁
- 卷465　列傳二百五十二 徐桐、裕禄、毓贤
- 卷466　列傳二百五十三 徐用仪、许景澄、袁昶、立山、联元
- 卷467　列傳二百五十四 李秉衡、聂士成、罗荣光、袁寿山、凤翔
- 卷468　列傳二百五十五 崇绮、杜延茂、色普徵额、王懿荣、宝丰、寿富、宋承庠
- 卷469　列傳二百五十六 恩铭、端方、松寿、赵尔丰、冯汝骙、陆锺琦
- 卷470　列傳二百五十七 志锐、良弼、载穆、文瑞、恆龄、朴寿、谢宝胜、黄忠浩
- 卷471　列傳二百五十八 盛宣怀、瑞澂
- 卷472　列傳二百五十九 陆润庠、世续、伊克坦、梁鼎芬、徐坊、劳乃宣、沈曾植
- 卷473　列傳二百六十 张勋、康有为
- 卷474　列傳二百六十一 吴三桂、耿精忠、尚之信、孙延龄
- 卷475　列傳二百六十二 洪秀全
- 卷476　列傳二百六十三　循吏一 白登明、宋必达、张沐、陈汝咸、缪燧、姚文燮、骆锺麟、赵吉士、张瑾、江皋、邵嗣尧、崔华、刘棨、陶元淳、廖冀亨、佟国珑、陆师
- 卷477　列傳二百六十四　循吏二 陈德荣、芮复传、阎尧熙、蓝鼎元、叶新、陈庆门、周人龙、童华、李渭、谢仲坃、牛运震、邵大业、周克开、汪辉祖、刘大绅
- 卷478　列傳二百六十五　循吏三 张吉安、龚景瀚、盖方泌、李赓芸、伊秉绶、狄尚絅、李文耕、刘体重、张琦、刘衡、姚柬之、王肇谦、桂超万
- 卷479　列傳二百六十六　循吏四 徐台英、牛树梅、刘秉琳、李炳涛、蒯德模、方大湜、杨荣绪、王仁福、冷鼎亨、孙葆田、涂官俊、张楷、王仁堪
- 卷480　列傳二百六十七　儒林一 孙奇逢、黄宗羲、王夫之、李颙、沈国模、王朝式、谢文洊、汤其仁、宋之盛、邓元昌、高愈、汤之锜、张夏、吴曰慎、陆世仪、张履祥、何汝霖、凌克贞、屠安世、郑宏、沈昀、刘汋、应撝谦、朱鹤龄、范镐鼎、白奂彩、胡承诺、曹本荣、刘原渌、颜元、李塨、刁包、李来章、窦克勤、李光坡、庄亨阳、王懋竑、李梦箕、胡方、劳史、汪鉴、顾栋高、孟超然、汪绂、姚学塽、唐鉴、吴嘉宾、刘熙载、朱次琦、成孺、邵懿辰
- 卷481　列傳二百六十八　儒林二 顾炎武、张尔岐、万斯大、胡渭、毛奇龄、阎若璩、惠周惕、陈厚耀、臧琳、任启运、全祖望、沈彤、江永、褚寅亮、卢文弨、钱大昕、王鸣盛、戴震、段玉裁、孙志祖、刘台拱、孔广森、邵晋涵、王念孙、汪中、武亿、庄述祖、戚学标、丁杰、孙星衍、王聘珍、凌廷堪、桂馥、江声、钱大昭
- 卷482　列傳二百六十九　儒林三 马宗梿、张惠言、郝懿行、陈寿祺、许宗彦、吕飞鹏、严可均、焦循、李富孙、胡承珙、凌曙、刘逢禄、雷学淇、胡培翚、刘文淇、丁晏、王筠、曾钊、柳兴恩、陈澧、郑珍、刘宝楠、龙启瑞、陈立、陈奂、黄式三、俞樾、王闿运、王先谦、孙诒让、郑杲
- 卷483　列傳二百七十　儒林四 孔衍植、孔兴燮、孔毓圻、孔传铎、孔广棨、孔昭焕、孔宪培、孔庆镕、孔繁灝、孔祥珂、孔令贻
- 卷484　列傳二百七十一　文苑一 魏禧、梁份、侯方域、申涵光、殷岳、吴嘉纪、钱谦益、吴伟业、宋琬、施闰章、王士禄、王苹、张笃庆、徐夜、陈恭尹、吴文炜、王隼、冯班、胡承诺、阿什垣、汪琬、计东、彭孙遹、朱彝尊、尤侗、陈维崧、潘耒、徐嘉炎、万斯同、刘献廷、邵远平、乔莱、陆葇、庞垲、陆圻、孙枝蔚、丁炜、黄与坚、吴雯、梅清、冯景、姜宸英、性德、文昭、赵执信、黄仪、查慎行、史申义、顾陈垿、何焯、戴名世
- 卷485　列傳二百七十二　文苑二 诸锦、厉鹗、王峻、何梦瑶、刘大櫆、李锴、沈炳震、曹仁虎、胡天游、袁枚、王又曾、邵齐焘、徐文靖、朱仕琇、蒋士铨、赵翼、严长明、朱筠、翁方纲、姚鼐、宋大樽、章学诚、祁韵士、冯敏昌、法式善、恽敬、黎简、张士元
- 卷486　列傳二百七十三　文苑三 张澍、莫与俦、陆继辂、洪颐煊、邓显鹤、周济、徐松、李兆洛、钱仪吉、包世臣、姚椿、张鉴、黄易、董祐诚、俞正燮、潘德舆、张维屏、梅曾亮、汤鹏、龚巩祚、魏源、方东树、苏惇元、戴钧衡、鲁一同、谭莹、吴敏树、周寿昌、斌良、何绍基、冯桂芬、李慈铭、张裕钊、吴汝纶、林纾
- 卷487　列傳二百七十四　忠義一 特音珠、固山、纳密达、书宁阿、穆护萨、索尔和诺、席尔泰、卓纳、觉罗鄂博惠、同阿尔、董廷元、常鼎、格布库、济三、敦达里、许友信
- 卷488　列傳二百七十五　忠義二 朱国治 杨应鹗、周岱生、杨三知、刘嘉猷、高天爵、李成功、嵇永仁、叶有挺、戴玑、刘钦邻、柯永升、刘崐、罗鸣序
- 卷489　列傳二百七十六　忠義三 宗室恆斌、倪国正、赵文哲、曹永訚、何道深、沈齐义、温模、汤大奎、熊恩绂、宋如椿、萧水清、王行俭、左观澜、董宁川、韩嘉业、叶槐、毛大瀛、张大鹏、杨堂、曾艾、罗江泰、霍永清、强克捷、宗室奕湄、景兴、王鼎铭、吕志恆、杨延亮、师长治
- 卷490　列傳二百七十七　忠義四 张锡嵘、王东槐、周玉衡、明善、徐荣、郭沛霖、朱钧、萧翰庆、黄辅相、孔昭慈、徐晓峰、袁绩懋、杨梦岩、邓子垣、侯云登、黄鼎、陈源兗、瑞春、廖宗元、刘体舒、李保衡、淡树琪、褚汝航、储玫躬、李杏春、朱善宝、庄裕崧
- 卷491　列傳二百七十八　忠義五 王淑元、瑞麟、刘继祖、刘作肃、沈衍庆、李福培、王恩绶、李右文、李榞、陈肖仪、袁祖德、于松、尚那布、唐治、林源恩、毕大钰、谢子澄、文颖、张积功、冒芬、施作霖、韩体震、蒋嘉穀、邓玲筠、承顺、托克清阿、冯元吉、平源、张宝华、王泗、周来豫、余宝锟、王汝揆
- 卷492　列傳二百七十九　忠義六 斋清阿、童添云、萧捷三、蔡应龙、萧意文、赖高翔、刘德亮、陈大富、陈万胜、王之敬、陈忠德、黄金友、蔡东祥、邹上元、郝上庠、张遇祥、曹仁美、毛克宽、田兴奇、马定国
- 卷493　列傳二百八十　忠義七 张继庚、赵振祚、马善、陈克家、臧纾青、马三俊、吴廷香、孙家泰、江图悃、彭寿颐、陈介眉、唐守忠、吴山、俞焜、张洵、汪士、包立身、王玉文、孙文德、罗正仁、陈景沧、何霖、蹇谔、赵国澍、宋华嵩、伯锡尔
- 卷494　列傳二百八十一　忠義八 姚怀祥、韦逢甲、麦廷章、韦印福、龙汝元、文丰、殷明恆、高善继、林永昇、李大本、黄祖莲
- 卷495　列傳二百八十二　忠義九 宗室奕功、松林、崇寿、宫玉森、宋春华、马福禄、杨福同、吴德潚、成肇麟
- 卷496　列傳二百八十三　忠義十 刘锡祺、桂廕、张景良、周飞鹏、松兴、宗室德祜、杨调元、德锐、皮润璞、张毅、喜明、谭振德、陈政诗、罗长崟、吴以刚、奎荣、王毓江、世增、锺麟同、王振畿、张嘉钰、陈兆棠、张德润、张振德、来秀、定煊、王有宏、盛成、桂城、高谦、黄为熊、贵林、额特精额、玉润、劳谦光、张程九、王文域、张传楷、梁济、简纯泽、王国维
- 卷497　列傳二百八十四　孝義一 朱用纯、吴蕃昌、周靖、耿燿、耿辅、李景濂、汪灝、黄农、曹亨、郑明允、刘宗洙、何复汉、许季觉、雷显宗、赵清、荣涟、薛文、曹孝童、丁履豫、锺保、觉罗色尔岱、王麟瑞、李盛山、李悃、奚缉营、周士晋、黄有则、王尚毅、胡锳、李三、张梦维、乐太希、董盛祖、徐守仁、李凤翔、卯观成、葛大宾、吕斅孚、王子明、张元翰、俞鸿庆、姜瑢、汤渊、魏兴、戴兆笨、潘周岱、张淮、胡其爱、张三爱、杨梦益、夏士友、白长久、郭味兒、董阿虎、张乞人、席慕孔、崔长生
- 卷498　列傳二百八十五　孝義二 卢必升、李应麒、李中德、张文龄、黎安理、易良德、方立礼、丁世忠、汪良绪、贾锡成、王长祚、黎兴岕、李志善、钱孝则、任遇亨、陆国安、徐守质、黄简、程原学、郁褒、姚易修、胡梦豸、贺上林、陈嘉谟、林长贵、戚弢言、李敬跻、张大观、张士仁、潘瑂、刘希向、沈嗣绶、冯福基、黄向坚、李澄、刘献煜、赵万全、刘龙光、李芳巇、唐肇虞、缪士毅、陆承祺、汪龙、张焘、朱寿命、潘天成、翁运槐、杨士选、徐大中、沈仁业、魏树德、李汝恢、郑立本、李学侗、董士元、李复新、党国虎、严廷瓚、陆起鹍、虞尔忘、黄洪元、王恩荣、杨献恆、任骑马、李巨勋、任四、王国林、蓝忠
- 卷499　列傳二百八十六　孝義三 岳荐、张廒、黄学硃、吴伯宗、钱天润、萧良昌、李九、张某、程含光、陈福、任天笃、赵一桂、杨艺、李晋福、朱永庆、王某、张瑛、郭氏仆、胡穆孟、苑亮、杨越、吴鸿锡、韩瑜、程增、李应卜、塞勒、王联、黎侗、赵珑、蒋坚、李林孙、高大镐、许所望、邢清源、凤瑞、方元衡、叶成忠、杨斯盛、武训、吕联珠
- 卷500　列傳二百八十七　遺逸一 李清、梁以樟、阎尔梅、郑与侨、曹元方、庄元辰、李长祥、陆宇、方以智、钱澄之、恽日初、郭金台、朱之瑜、沈光文、吴祖锡
- 卷501　列傳二百八十八　遺逸二 李孔昭、刘永锡、徐枋、顾柔谦、冒襄、祁班孙、汪沨、余增远、傅山、费密、王弘撰、杜濬、郭都贤、李世熊、谈迁
- 卷502　列傳二百八十九　藝術一 吴有性、喻昌、张璐、张志聪、柯琴、叶桂、徐大椿、吴谦、绰尔济、陆懋修、蒋平阶、章攀桂、刘禄
- 卷503　列傳二百九十　藝術二 王澍、王文治、梁巘、梁同书、邓石如、吴熙载
- 卷504　列傳二百九十一　藝術三 王时敏、陈洪绶、释道济、王翚、恽格、龚贤、高其佩、张鹏翀、唐岱、华嵒、王学浩
- 卷505　列傳二百九十二　藝術四 王来咸、褚士宝、冯行贞、甘凤池、曹竹斋、江之桐、梁九、张涟、刘源、唐英、戴梓、丁守存、徐寿
- 卷506　列傳二百九十三　疇人一 薛凤祚、杜知耕、龚士燕、王锡阐、潘柽樟、方中通、揭暄、梅文鼎、梅以燕、梅成、梅钫、梅文鼐、梅文鼏、明安图、明新、陈际新、刘湘煃、王元启、朱鸿、博启、许如兰
- 卷507　列傳二百九十四　疇人二 李潢、汪莱、陈杰、丁兆庆、张福僖、时曰淳、李锐、黎应南、骆腾凤、项名达、王大有、丁取忠、李锡蕃、谢家禾、吴嘉善、罗士琳、易之瀚、顾观光、韩应陛、左潜、曾纪鸿、夏鸾翔、邹伯奇、李善兰、华蘅芳
- 卷508　列傳二百九十五　列女一
- 卷509　列傳二百九十六　列女二
- 卷510　列傳二百九十七　列女三
- 卷511　列傳二百九十八　列女四
- 卷512　列傳二百九十九　土司一 湖广
- 卷513　列傳三百　土司二 四川
- 卷514　列傳三百一　土司三 云南
- 卷515　列傳三百二　土司四 贵州
- 卷516　列傳三百三　土司五 广西
- 卷517　列傳三百四　土司六 甘肃 脱铁木兒、何贞南、韩哈麻、马纪、后成、赵党只管卜、绰思觉、杨朝樑、昝南秀节、永鲁劄剌肖、祁贡哥星吉、陈义、李文、纳沙密、南木哥、吉保、韩宝元、韩沙班、曹通温布、朵尔只失结、李南哥、赵朵尔、失剌、帖木录、铁木、薛都尔丁、李化鰲、朵力、哈喇反、巩卜失加、把只罕、鲁镛、鲁之鼎、鲁福、鲁国英、鲁三奇、杨茂才、何伦、杨国栋、鲁察伯、海世臣
- 卷518　列傳三百五　藩部一 科尔沁部、扎赉特部、杜尔伯特部、郭尔罗斯部、喀喇沁部、土默特部
- 卷519　列傳三百六　藩部二 敖汉部、柰曼部、巴林部、扎噜特部、阿噜科尔沁部、翁牛特部、克什克腾部、喀尔喀左翼部、乌珠穆沁部、浩齐特部、苏尼特部、阿巴噶部、阿巴哈纳尔部
- 卷520　列傳三百七　藩部三 四子部落、茂明安部、喀尔喀右翼部、乌喇特部、鄂尔多斯部、阿拉善部、额济讷部
- 卷521　列傳三百八　藩部四 喀尔喀土谢图汗部、喀尔喀车臣汗部、喀尔喀赛音诺颜部、喀尔喀扎萨克图汗部
- 卷522　列傳三百九　藩部五 青海额鲁特部
- 卷523　列傳三百十　藩部六 杜尔伯特部、旧土尔扈特部、新土尔扈特部、和硕特部
- 卷524　列傳三百十一　藩部七 唐努乌梁海、阿尔泰乌梁海、阿尔泰淖尔乌梁海
- 卷525　列傳三百十二　藩部八 西藏
- 卷526　列傳三百十三　屬國一 朝鲜、琉球
- 卷527　列傳三百十四　屬國二 越南
- 卷528　列傳三百十五　屬國三 缅甸、暹罗、南掌、苏禄
- 卷529　列傳三百十六　屬國四 廓尔喀、浩罕、布鲁特、哈萨克、安集延、玛尔噶朗、那木干、塔什干、巴达克山、博罗尔、阿富汗、坎巨提

## 版本
《清史稿》成书之後，海内外先後重印，形成不同版本，有关外本、关内本、东三省第一次改正本、东三省第二次增修本、广岛本、南京本、上海本、中华书局点校本等等，其中以关外本、关内本流传最早，影响很大。
- 关外本（关外一次本）：1927年书稿渐成形，赵尔巽以“时局多故，年老力衰，亟思告竣，始议发刊。”不久，赵尔巽病逝，柯劭忞代清史馆馆长。柯劭忞年事已高，無法通阅史稿，即交付金梁，金梁随校随刻。1928年國民革命軍北伐成功，紫禁城闭门，这时书稿尚剩下若干未及校刻，金梁遂将其移归寓所，继续校刻，趁此机会擅自增改原稿，私开职名，私作校刻记并且自称“总阅”。共印书一千一百部，其中的四百部被金梁运到山海关外发行，称为“关外本”（又称“关外一次本”），这是最早印成并且在沈阳流通的版本。1977年4月，香港益汉书楼将该版本影印出版，平装三册，书名定为《清代史料汇编》。[3]
- 关内本：清史馆人员发现金梁擅自改动《清史稿》原稿之後，代馆长柯劭忞召集王树枏、夏孙桐、金兆丰、张书云、戴锡章、奭良、朱师辙等人讨论此事。他们不同意金梁的增删，乃决定将北京的存书抽换、改动，由朱师辙负责具体执行，该版本称为“关内本”。关内本和关外本（关外一次本）的版本大小相同，刻本三十字一行，每部一百三十本，目录一本，共计一百三十一本。关内本成书之后，大多未能发行，存放在清史馆内。1928年北伐成功后，清史馆被故宫博物院接收，对于《清史稿》，故宫博物院“院中名流佥以此书谬误甚多，须委托专家重加审定乃得行世”。1929年12月，故宫博物院院长易培基呈文行政院报告审查《清史稿》的结果，列举了“反革命、藐视先烈、不奉民国正朔、例书伪谥、称扬诸遗老鼓励复辟、反对汉族、为满清讳、体例不合、体例不一致、有日无月、人名先后不一致、一人两传、目录与书不合、纪志表传互相不合、人名错误、事迹年月不详、泥古不化、浅陋、忽略”等十九项缺失，提议将《清史稿》永远封存，禁止发行。1930年2月，国民政府明令禁售《清史稿》，全部餘书分存国立、省立图书馆。《清史稿》书价猛涨，“由百元预约，竟涨到五六百金一部，而不可得书。”[3]
- 东三省第一次改正本：《清史稿》的关内本、关外本遭禁止发行时，金梁将关外本修正，在东三省影印发售，世称“东三省第一次改正本”。该改正本将全书从五百三十六卷减少到五百二十九卷，抽去者包括《公主表·序》和《时宪志》中的“八线对数表”二百十七页，另外又将张彪传目删除。1960年10月，香港文学研究社根据该版本影印出版，平装二册，称“香港本”。[3]
- 东三省第二次增修本（关外二次本）：此後不久，金梁在东三省第一次改正本之基础上再加修改，在文苑传二、姚鼎传之后补入陈黌举、朱筠、翁方纲三传，并且将赵尔巽传的内容压缩。该版本称“东三省第二次增修本”，又称“关外二次本”，在《清史稿》各种版本中流传最广，此後许多版本均自该版本而出。[3]
- 广岛本：日本广岛以东三省第二次增修本为蓝本，改为精印本出版，称“广岛本”。[3]
- 南京本：抗日战争期间，南京将东三省第二次增修本割裂影印出版，装为二大册，称“南京本”。[3]
- 上海本：1942年，上海联合书店以东三省第二次增修本为底本，采用锌版影印分成二部，平装为二册出版，称“上海本”。[3]
- 中華書局点校本：1950年代，经毛泽东批示，周恩来亲自安排，北京中华书局组织中国一百多位文史专家点校“二十四史”及《清史稿》，自1958年开始，至1978年结束。[10]其中1976年7月到1977年12月，北京中华书局以东三省第二次增修本（关外二次本）为工作本，用关内本、关外本（关外一次本）为校勘本，用标点、分段划分重点，将《清史稿》点校排印出版，内部发行。全书48册，其中第1册是目录，平装大32开，竖排繁体铅印。该书对上述三版本的篇目、内容的不同均有附注，录出异文。对史实错误以及同音异译之人名、地名、部落等名称通常未予改动，仅在本篇内略加统一。清朝的避讳字尽量改回。对少数民族的名称，凡是带侮辱性字样，除了旧史中常见的泛称之外，均加改正。对脱字、误字、衍字、倒字及异体字、古体字等等，也进行了校改。还校正了原文行、段的错排。对原文文理不通或者人名、地名等脱误而未查到出处的地方，均保存原状。为方便查阅，将原总目五卷合并而不再分卷，略加增补。[3]本书的点校由啓功、王钟翰、孙毓棠、罗尔纲、刘大年、吴树平擔任；吴树平、何英芳对点校稿进行了编辑整理。本书初版印出后，香港学者汪宗衍曾对标点提出一些意见，本书重印时参考其意见进行了若干修改。[11]1998年，中华书局将点校本《清史稿》缩小影印，精装成四册出版，又称“中华书局缩印本”。[3]
- 《清史稿校註》：鑑於原清史馆所有部分档案、书稿，均由國立故宫博物院典藏。所以，1978年10月，经钱穆等建议，国史馆馆长黄季陆与台北故宫博物院院长蒋复璁两家联手开始了《清史稿》的校注工作。以不更動原文，“以稿校稿、以卷校卷”方式，就其取材、撰寫、印校等方面的謬誤，利用存檔的清史館原稿、清國史館歷朝國史稿、清宮檔案及各類官私史料等，進行全面的檢校、查考、補註與訂正。至1984年10月，共校订了四万余条。《清史稿》校注部分共计三百余万字。包括《清史稿》原文在内，《清史稿校注》一书共一千二百余万字。自1985年10月起，定稿后陆续出版，共十五冊，另附索引一冊。1999年臺灣商務印書館再版。

### 版本对比
- 关内本较之于关外本：[3]
  - 重列卷首编纂人员职名
    - 删去关外本于式枚总阅之职名，因清史馆并无“总阅”之名。
    - 总纂中，删去未撰稿者郭曾炘、李家驹两人，将金兆蕃改列入纂修。
    - 纂修中，删去顾瑗、杨钟羲、简朝亮、袁克文四人职名，因其未就职或去职、名誉。
    - 协修中，删去未到馆的吕钰等十五人及纂修中已列的唐恩溥一人，共十六人，增加漏列的协修袁嘉谷、唐邦治二人，关内本协修共四十四人。
    - 增列校勘兼协修孟昭墉。
    - 删去关外本所列的文牍、图书、会计、庶务科长、收发处长职名。
    - 校勘中，删去孟昭墉、诸以仁，增列董峻清、周仰公、秦化田、史锡华、曾恕传五人。
    - 收掌中，删去董峻清、秦化田、史锡华、惠澂四人，增列尚希程、王文著二人。
    - 删去袁金铠职名后面的“总阅”二个字，改为“总理史稿发刊事宜”。
    - 删去金梁职名后面的“事宜总阅”四个字，改为“总理史稿校刻”。[3]

  - 删去金梁撰写的“校刻记”二页。[3]
  - 《艺文志·序》原稿二页，金梁更改内容减为一页，现改还原稿。[3]
  - 列传二百六十卷中，抽换《张勋传》（附张彪传）、《康有为传》，改写《劳乃宣传》、《沈曾植传》。劳乃宣、沈曾植二人乃从二百五十九卷中分出，故总目第二百五十九卷、第二百六十卷的传目，两个版本不同。[3]
  - 删去志中“易类”书目六十四种。[3]
  - 儒林传二，朱骏声改为正传，朱孔彰附之。[3]
  - 其他抽改残篇三十余页。例如列传的删改，以光绪、宣统两朝为多。儒林传、文苑传，也有增改。[3]
- 东三省第一次改正本较之于关外本：
  - 删去《张彪附传》、《公主表·序》、《时宪志》中的数学“八线对数表”；
  - 增加《陈黉举传》、《朱筠传》、《翁方纲传》，压缩了《赵尔巽传》等个别传记。
  - 东三省第一次改正本较前两个版本均少了7卷，仅有529卷。[3]
- 中华书局点校本较之于上述三个版本
  - 凡前三本篇目、内容不同的地方，都有附注，录出异文；
  - 关于史实错误及同音异译的人名、地名、官名、部落名称等，一般不改动，只在本篇内略作统一。清朝避讳字，尽量改回；
  - 对少数民族名称，凡带有侮辱性的字样，除旧史中习见的泛称以外，均加以改正；
  - 史文的脱、误、衍、倒和异体、古体字等，也作了校改。还有由于行、段的错排，以致事理不合处，已发现的也经过查对校正。但原文文理不通，或人名、地名等脱误查不到出处的地方，都维持原状；
  - 删去了八线对数表；
  - 合併了总目（原分5卷），不再分卷，并在原来基礎上略作增补，以便检阅。[3]

## 影響及評價
《清史稿》刊印後，受到各方潮水般的批评。《河渠志》只记载黄河、淮河、运河、永定河四条，最大河长江遗漏不记，其他像珠江、黑龙江、松花江、雅鲁藏布江等江大河全都不见踪影。1928年北伐成功後，故宫博物院接收清史馆，随後组织人员对《清史稿》初步检阅审查，1929年12月14日具呈行政院，称《清史稿》多有错谬，“计反革命、反民国、藐视先烈、体例不合、简陋错误等，十有九项”，认为“为今之计，宜将背逆之《清史稿》一书永远封存，禁其发行。”南京国民政府遂将《清史稿》定为禁书，不准刻印及发售。然而禁令非但没有禁锢《清史稿》的流通，而且还助长了民间私印盗刻《清史稿》的行为。甚至该书的“关外本”還大量流入日本。
編纂者及後人評價如下：
- 趙爾巽：乃大輅椎轮之先导，并非视为成书也。[13]
- 金梁：史稿本非定本，望海内通人不吝指教。当别撰校勘记，为将来修正之资，幸甚幸甚。[14]
- 中华书局：本书虽编成于辛亥革命以后，而编者却基本上还是站在清王朝的立场来写清史的。由于成于众手，彼此照应不够，完稿后又未经仔细核改，刊行时校对也不認真，是以体例不一，繁简失当，以至年月、事实、人名、地名的错误往往可见。[15]
- 戴逸：纂修者多为清室遗老，眷恋清朝的心态甚重，故书中很多反对革命、诬蔑先烈、谀扬清朝之词。其次，当时清朝的档案尚未清理，修史者只能根据原国史馆中的稿件和有关史籍，不能直接利用原始档案，故价值较逊。[16]

### 引用
1. ↑  赵尔巽《〈清史稿〉发刊缀言》称：“今兹史稿之刊，未臻完整，夫何待言……所有疏略纰缪处，敬乞海内诸君子切实纠正，以匡不逮，用为后来修正之根据，盖此稿乃大辂椎轮之先导，并非视为成书也”。
2. ↑  《清史稿校註》：「然此書成稿於遺老之手，刊行於匆促之中，謬誤屢見，用時不免戒慎，唯恐誤入歧途。」
3. 1 2 3 4 5 6 7 8 9 10 11 12 13 14 15 16 17 18 19 20 21  邹爱莲、韩永福、卢经. . 清史研究. 2007, (01期)  [2013-10-16]. （原始内容存档于2007-07-06）.
4. ↑  《清史述闻》，许师慎辑《有关清史稿编印经过及各方意见汇编》上册
5. 1 2  金梁《清史稿回忆录》
6. ↑  金梁在《道咸同光四朝佚闻》道：“张勋传兼详复辟，康有为传兼叙移宫，皆各有立言之要，非贸焉撰笔而已。”
7. 1 2 3 4 5 6 7 8 9 10  周海建.南京国民政府对《清史稿》的审查及其社会因应[J].南京大学学报(哲学·人文科学·社会科学),2017,54(01):98-108+159.
8. ↑  沈杰群. “二十四史”及《清史稿》：“国史”点校往事[N]. 中国青年报,2017-09-06(008).
9. ↑  安静.集文史专家共襄盛举  为中华文明再续新功——点校本“二十四史”及《清史稿》修订工程正式启动[J].中华遗产,2006(03):14.
10. ↑  . 星岛环球网. 2006-04-06  [2013-10-16]. （原始内容存档于2013-10-16）.
11. ↑  《清史稿》出版说明，载 清史稿，北京：中华书局
12. ↑  吳明勇.  (PDF). 國立臺灣師範大學歷史學系. 1999年9月. （原始内容存档 (PDF)于2019年8月19日）.
13. ↑  趙爾巽：清史稿发刊缀言
14. ↑  金梁：清史稿校刻记
15. ↑  中华书局：《清史稿》出版说明
16. ↑  戴逸：乖谬百出的《清史稿》

## 延伸阅读
[在维基数据编辑]
 在维基文库阅读本作品原文

## 外部連結
- 清史稿全文 （页面存档备份，存于）（繁體中文）
- 董铁柱：〈民国《萧山县志稿》与《清史稿》人物传记比较研究 （页面存档备份，存于）〉。
- 戴逸：乖谬百出的《清史稿》
- 邹爱莲：《清史稿》纂修始末研究